# Bradysia tilicola
Bradysia tilicola är en tvåvingeart som först beskrevs av Friedrich Hermann Loew 1850.  Bradysia tilicola ingår i släktet Bradysia och familjen sorgmyggor. Arten är reproducerande i Sverige. Inga underarter finns listade i Catalogue of Life.